# Вербилковский проезд
Верби́лковский прое́зд (до 15 апреля 2013 года — Проекти́руемый прое́зд № 5267) — проезд в Северном административном округе города Москвы на территории района Восточное Дегунино.

## История
Проезд получил современное название 15 апреля 2013 года в честь посёлка городского типа Вербилки и одноимённой станции Савёловского направления МЖД. До переименования назывался Проекти́руемый прое́зд № 5267.

## Расположение
Вербилковский проезд проходит от Дмитровского шоссе на восток до Дубнинской улицы, с юга к нему примыкает Дубнинский проезд. По Вербилковскому проезду не числится домовладений.

## Транспорт

### Наземный транспорт
По Вербилковскому проезду не проходят маршруты наземного общественного транспорта. У западного конца проезда расположены остановки «Икшинская улица», «Кинотеатр „Волга“» автобусных маршрутов № т36, т78, 63, 149, 563, 763, 994 (на Дмитровском шоссе), остановка «Кинотеатр „Волга“» автобусных маршрутов № 92, 284, 352, 559, 571, 774, 928 (на Лобненской улице), у восточного, на Дубнинской улице, — остановка «Микрорайон Дубки» автобусных маршрутов № 167, 179, 677, 677к, 799.

### Метро
- Станция Яхромская Люблинско-Дмитровской линии — южнее проезда, на пересечении Дмитровского шоссе и улицы 800-летия Москвы.

### Железнодорожный транспорт
- Станция Бескудниково (МЦД-1) Савёловского направления Московской железной дороги — юго-восточнее проезда, между Керамическим и Путевым проездами.